# A múmia: A Sárkánycsászár sírja
A múmia: A Sárkánycsászár sírja (angolul: The Mummy: Tomb of the Dragon Emperor) 2008-ban bemutatott amerikai-kínai-német kalandfilm, a A múmia (1999) és a A múmia visszatér (2001) című filmek folytatása, főszereplői Brendan Fraser és Jet Li. Az előző két résztől eltérően a cselekmény nem Egyiptomban, hanem Kínában játszódik, a női főszerepet pedig Rachel Weisz helyett Maria Bello alakítja, illetve Ódéd Fehr nem szerepel a filmben.
A filmet Magyarországon a világpremierrel egy időben, 2008. július 31-én mutatta be a UIP-Dunafilm. A Rob Cohen rendezésében készült produkcióban az O'Connell házaspár (Fraser és Bello) már felnőtt fiukkal, Alexszel (Luke Ford) Csin Si Huang-ti császár múmiájával száll szembe.
A készítők terveztek egy negyedik részt is The Mummy: Rise of the Aztec címmel, amely Közép-Amerikában játszódott volna, egy ősi azték temetkezési helyen. A negatív főhős szerepét Antonio Banderasnak szánták. Ez azonban nem valósult meg, mert a sorozat harmadik epizódja már nem részesült túlzottan kedvező fogadtatásban, noha a készítők nagyobb sikerre számítottak. Bár nem csekély pozitív kritikában is részesült A múmia harmadik epizódja, de sokan hiányolták belőle ritmusosságot és ütemességet, amely a legelső részt jellemezte.[forrás?]

## Történet
Kr.e. 50-ben a polgárháború sújtotta ősi Kína trónjára a kegyetlen Han császár kerül, korábban legyőzött és rabszolgasorba taszított ellenségei ezreit az épülő Nagy fal alá temeti. A császár tábornokát, Ming Guot bízza meg a feladattal, hogy elhozza neki a hegyekben élő rejtélyes boszorkányt, Zi Yuant, aki ismeri a halhatatlanság titkát. Mikor Han rájön, hogy Ming és Yuan között viszony van, megöleti tábornokát és a boszorkánnyal is megpróbál végezni, az azonban súlyos átokkal sújtja: agyaggá változtatja a császárt, vele együtt pedig egész hadseregét.
2000 évvel később, 1946-ban Evelyn és Rick O'Connell boldogan élik mindennapjaikat londoni otthonukban (Evey immár híres író, hiszen két könyvet is írt a múmiákról), míg az immár 21 éves fiuk, Alex Kínában tartózkodik, hogy családja régi barátja, Roger Wilson professzor finanszírozásával rátaláljon a legendás agyaghadseregre. Miután a fiú teljesíti feladatát, és az ásatáson rálel Han császárra és seregére -noha egy rejtélyes kínai lány megpróbálja megölni-, egy küldönc látogatja meg O'Connelléket, és felkéri a házaspárt arra, személyesen szállítsák el Wilson professzornak Shangri-La szemét, mely állítólag megmutatja az utat az Örök Élet Kútjához.
Érkezésük után Rick és Evelyn találkoznak fiukkal és Evie bátyjával, Johathannal, aki jelenleg Sanghajban üzemeltet egy szórakozóhelyet. Az összegyűlt család a Shanghai Múzeumban átadja Wilsonnak a szemet, ám ekkor fény derül rá, hogy a professzor Yang tábornoknak dolgozik, aki ezután elfogja Rickéket, és arra kényszeríti őket, hogy a szemmel támasszák fel a múzeumban kiállított Han császárt. Miután ez megtörtént, Han múmiája megöli Wilsont, és birtokában a szemmel, lovasszekerével elmenekül a helyszínről.
Alex támadója, a Lin nevű kínai lány ismét feltűnik -ő a halhatatlan Zi Yuan halhatatlan lánya, akinél nála van anyja tőre, ami annak idején átdöfte a császárt), és közli velük, hogy Han az Örök Élet Kútjához tart, hogy halhatatlan legyen. Hogy ezt megakadályozzák, Rick egyik barátja, Bulldog repülővel a Himalája havas hegyeibe viszi őket, ahol a csapat szembetalálja magát Yang tábornokkal és embereivel. Hatalmas tűzharc közepette Lin a hegyekben élő jetiket hívja segítségül, akikkel sikerül megsemmisíteniük a katonákat, ám feltűnik a múmia és halálos sebet ejt Ricken, ráadásul egy robbanás következtében lavina árasztja el a hegyet. A jetiknek köszönhetően Lin és társai mind túlélik a csapást, majd Lin anyjához, Zi Yuanhoz indulnak. A boszorkány meggyógyítja Ricket, aki ezután újra a régi lesz, ám Yang és a múmia jelennek meg, Han pedig eléri az Örök Élet Kútját, így halhatatlanná válik, majd hatalmas sárkány formáját öltve elrabolja Lint, vele együtt az egyetlen vele végző fegyvert, a tőrt.
Mivel Yuan szerint a császárt a Nagy Falhoz tart, hogy feltámassza seregét, ők is odamennek, Jonathan és Bulldog pedig elindulnak, hogy erősítést hozzanak. A falnál ugyan valóban feltámad az agyaghadsereg, ám Yuan -feláldozva saját és lánya halhatatlanságát- is harcba hívja a fal alá temetett holtakat, élükön Ming Guo múmiájával. Míg a két sereg megütközik egymással, Jonathanék harci repülőkkel csatlakoznak a harcba, Han pedig megöli Zi Yuant, akinek holttesténél később Rickék megtalálják a császártól elvett tőrt. Evey és Lin végeznek Yang tábornokkal, Rick és Alex pedig megmérkőznek Han császárral, melynek végezetéül a tőr keresztüldöfi a múmia szívét, így az seregével együtt megsemmisül.
Ming Guo hadai is visszatérnek a túlvilágra, Alex és Lin szerelmespár lesznek, Evey és Rick elhatározzák, hogy újabb könyvet írnak a múmiákról, Jonathan pedig eladja szórakozóhelyét, és birtokában Shangri-La szemével elhatározza, Peruban kezd új, múmiamentes életet.

## Szereplők
- Brendan Fraser mint Richard „Rick” O'Connell (magyar hangja Viczián Ottó): A volt idegenlégiós fegyvernepper, Evelyn férje és az időközben érett fiúvá cseperedett Alex apja.
- Maria Bello mint Evelyn „Evey” Carnahan O'Connell (magyar hangja Bertalan Ágnes): Rick felesége és Alex anyja, aki az előző részek óta a korábbi kalandok alapján írt két Múmia-könyvvel lett híres.
- John Hannah mint Jonathan Carnahan (magyar hangja Rubold Ödön): Evelyn szerencsétlen bátyja, aki ezúttal Sanghajban üzemeltet egy saját szórakozóhelyet.
- Luke Ford mint Alexander Rupert „Alex” O'Connell (magyar hangja Hamvas Dániel): Rick és Evelyn felnőtté cseperedett fia, aki Kínában végez ásatásokat, hogy ráleljen a legendás agyaghadseregre.
- Jet Li mint Han császár: Az ősi Kína Kr.e. 50-ben élt egyik kegyetlen császára, akit Zi Yuan boszorkány átka hadseregével együtt agyaggá változtatott.
- Michelle Yeoh mint Zi Yuan (magyar hangja Fehér Anna): Az ősi Kína egyik boszorkánya, aki ismeri a halhatatlanság titkát. Ő változtatta átokkal Han császárt és annak hadseregét agyaggá.
- Isabella Leong mint Lin (magyar hangja Huszárik Kata): Zi Yuan lánya.
- Anthony Wong Chau-sang mint Yang tábornok: Egy kínai tábornok, akinek eltökélt szándéka, hogy feltámasztja Han császárt és hadseregét.
- Russell Wong mint Ming Guo tábornok: Han császár tábornoka, akit Zi Yuannal való szerelmi kapcsolata miatt Han megöletett.
- David Calger mint Roger Wilson professzor: Az O'Connell család régi barátja, aki finanszírozza Alexet és egy kutatócsoportot Kínában, hogy rátaláljanak az agyaghadseregre.
- Lian Cunningham mint Bulldog Rick: régi barátja, aki pilótaként dolgozik.